# Cyclophora extenuata
Cyclophora extenuata là một loài bướm đêm trong họ Geometridae.